# Phalaenopsis amabilis
Phalaenopsis amabilis är en orkidéart som först beskrevs av Carl von Linné, och fick sitt nu gällande namn av Carl Ludwig von Blume. Phalaenopsis amabilis ingår i släktet Phalaenopsis och familjen orkidéer.

## Underarter
Arten delas in i följande underarter:
- P. a. amabilis
- P. a. moluccana
- P. a. rosenstromii

## Bildgalleri

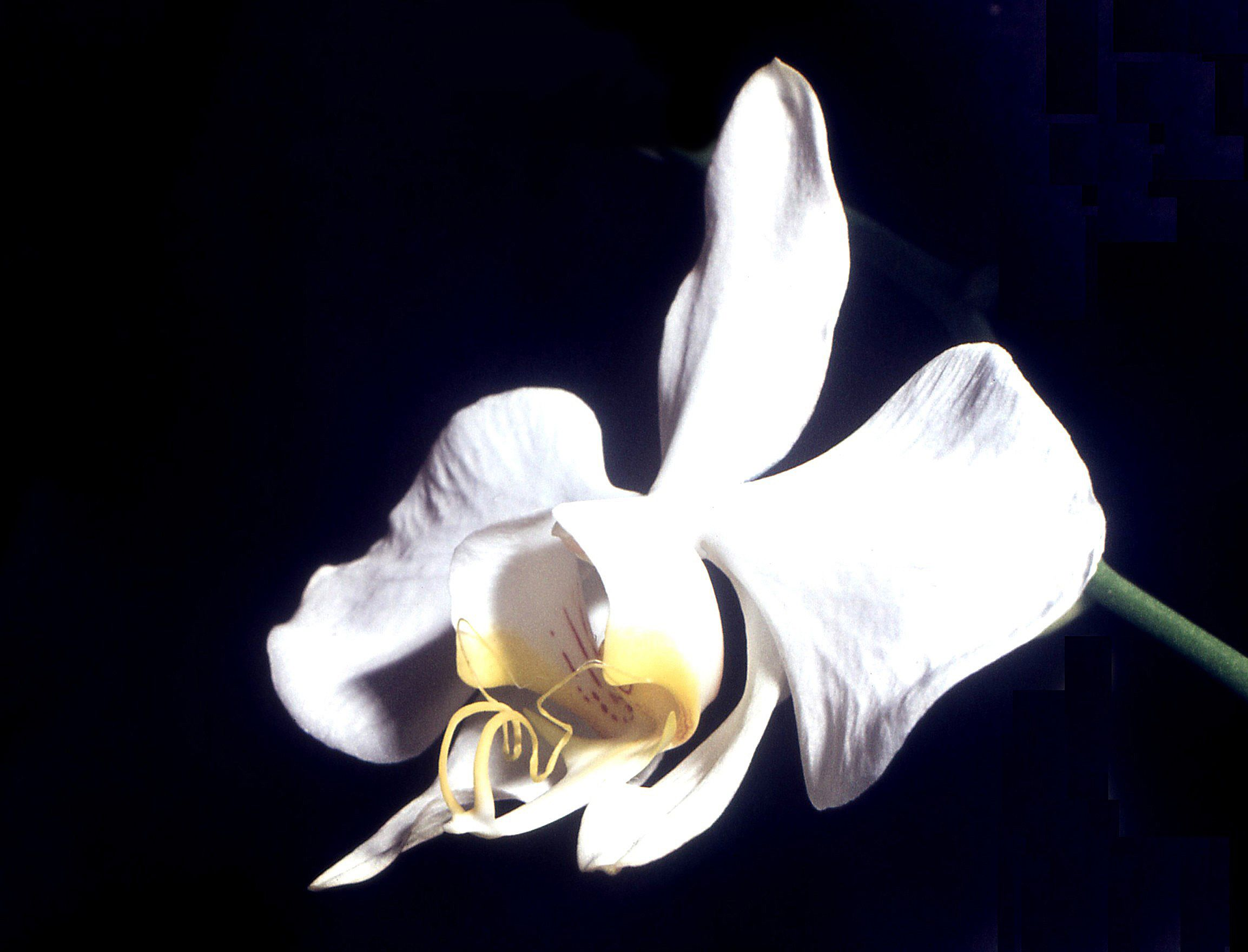
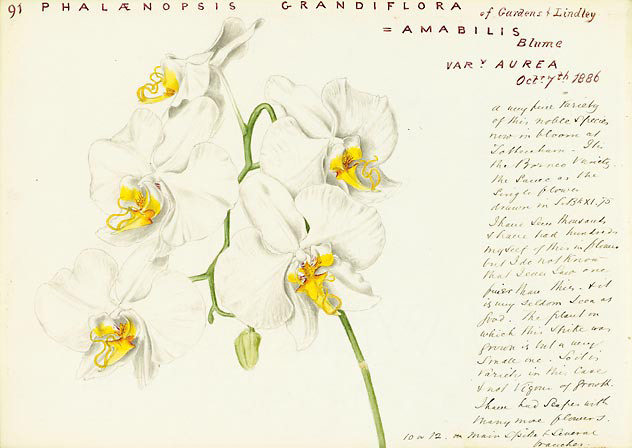
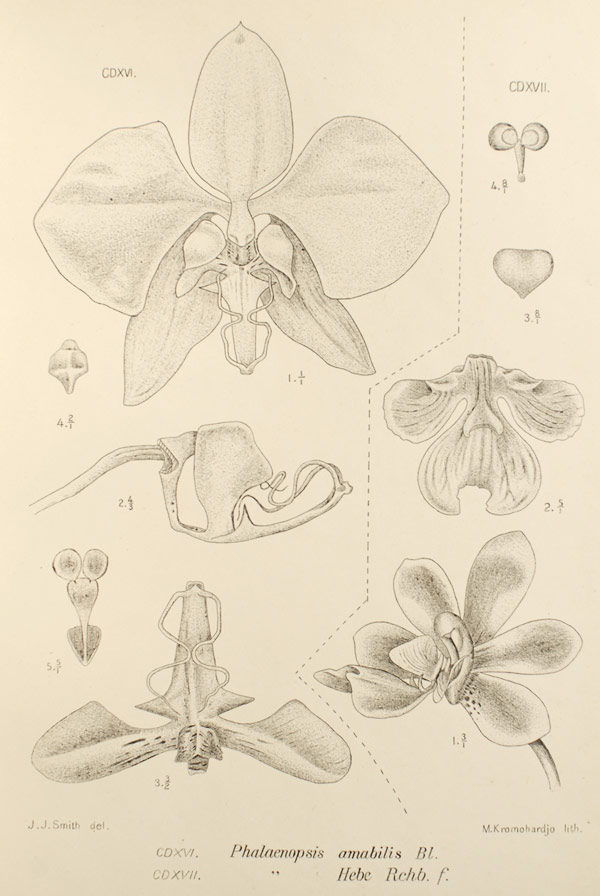
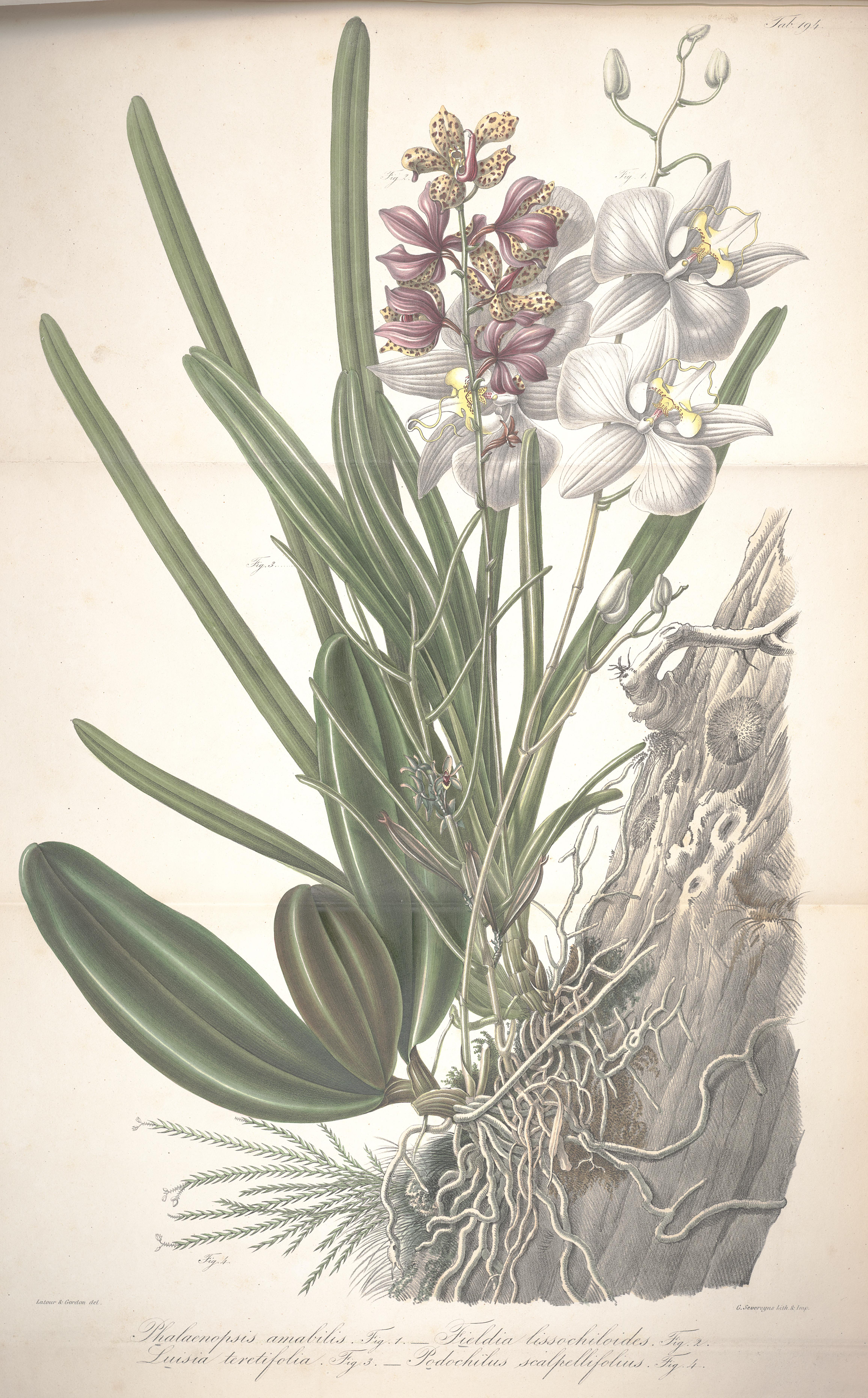
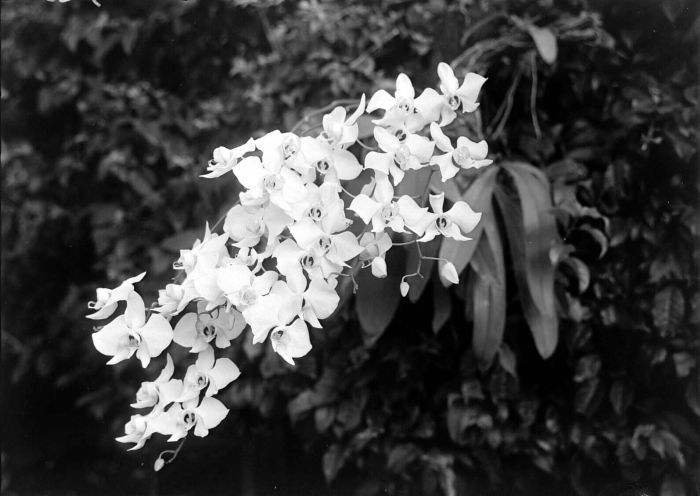
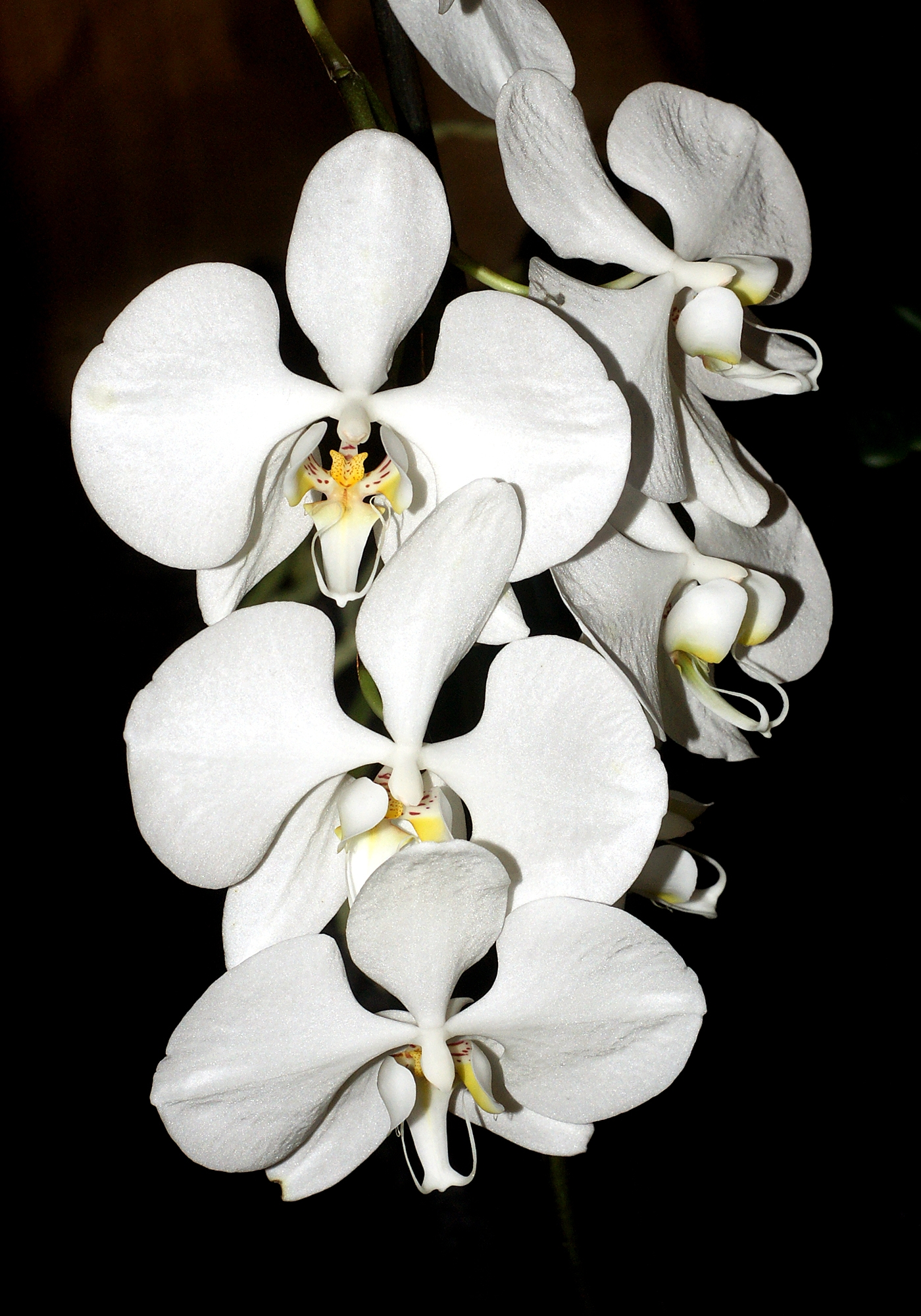